# Álmos vezér

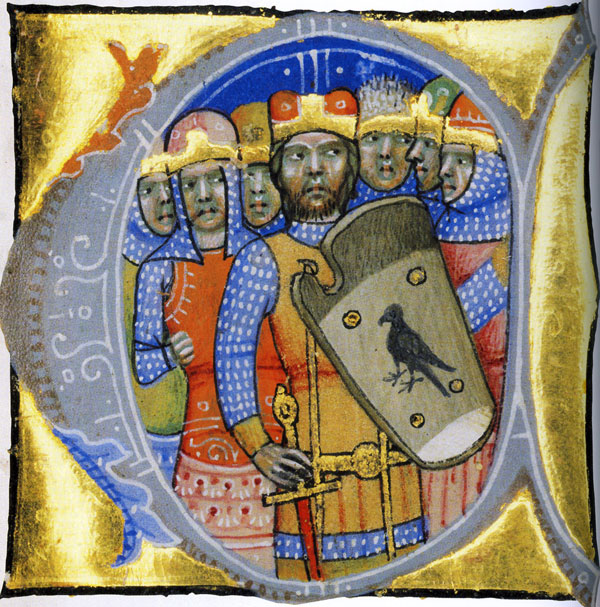
Álmos és a másik hat vezér, a Képes krónika illusztrációja

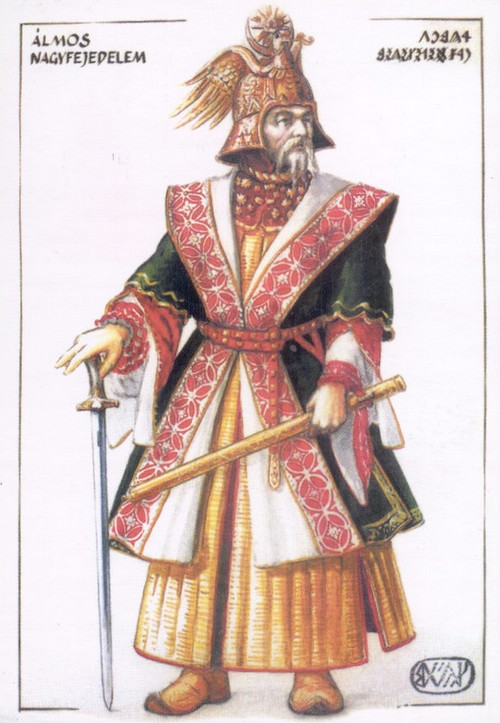
Álmos nagyfejedelem egy későkori ábrázoláson

Álmos vezér (819 – 895) a honfoglalás előtti magyarok egyik vezetője volt, Árpád nagyfejedelem apja. A hét honfoglaló vezér egyike. A krónikás hagyomány egy része szerint apja Előd, más része szerint Ügyek lehetett. A legfrissebb kutatások szerint az Álmos név jelentése: Istentől kapott. Az Almus, latinul jóságost, áldásost, kegyest jelentett. Anonymus szentként értelmezte. A turul madár legendáját is többféleképpen értelmezték ami a nevéhez köthető, az elfogadott értelmezés szerint a turul nem ejt senkit sem teherbe, csupán Emese előtt megjelent és védőszárnyai alá vette a kis Álmost, hogy beteljesíthesse a jövőbeli sorsát. A honfoglalás előtti magyar közösségben kettős fejedelemség lehetett, az egyik fejedelem kizárásos alapon ő lehetett. A róla szőtt mondák hitelessége megkérdőjelezhető, így életútját nem tudjuk teljesen megismerni.
A honfoglaláskor Álmos részt vett, és vélhetően szerepet vállalt a magyar nép Kárpát-medencébe érkezésében, de oda már ő nem jutott el. Egyes kutatói álláspontok szerint még indulás előtt meghalt. Itt jön szóban a kettős fejedelemség elméletének kérdése, miszerint az egyik fejedelem vallási vezető, gazdasági ügyeket intéző vezető, a másik pedig hadügyeket intéző vezér volt. Álmos a kettő közül valamelyik lehetett, és vélhetően feláldozták őt valamilyen célból.
21. századi történészek szerint Álmos úgynevezett első, azaz szakrális fejedelem (künde) volt, amint ez a Kazár Birodalomban is kialakult. Tiszte szerint tartania kellett a kapcsolatot az égiekkel és el kellett hárítania a népét fenyegető veszélyeket. A védtelen Etelközre zúduló besenyő támadás az ilyen veszélyek alaptípusa volt, amiért a tisztét már hosszú ideje betöltő Álmost a Kárpátok hágóin át menekülő magyarok Erdélybe megérkezve a hagyománynak megfelelően feláldozták (megölték). Utóda fia, Árpád lett; ezzel kezdődött el az Árpád-kor.

## Neve
Álmos nevét Anonymus Almus, Bíborbanszületett Konstantin pedig Almudz (középgörög nyelv: Αλμουτζ) alakban hagyományozta ránk. Ez a név a sztyeppén gyakori lehetett, mert az egyik volgai bolgár uralkodót Almis ibn Selkejnek hívták. Az Álmos név jelentése a legújabb kutatások fényében: Istentől kapott. Az almus szó latin jelentése jótékony, jóságos, áldásos, kegyes, tápláló, éltető, termékeny is lehet. Anonymus szerint egyenesen „szent”-et jelent.
Álmos Anonymus szerint Egyek/Ügyek és Emese fiaként született, más magyar krónikák szerint Ügyek unokájaként és Előd fiaként. Ügyek és Emese nevére és a Turul szerepére vonatkozóan különféle értelmezések léteznek. A turul nem ejti teherbe, hanem a már várandós asszonynak megjelenve, és a kisdedet védőszárnyai alá helyezve  gondoskodik arról, hogy az bántatlanul megérje a felnőttkort és beteljesítse nagyra hivatott sorsát. A Turul tehát egyrészt hírhozó, másrészt őrző lény, védőszellem.
Róna-Tas András történész, Victor Spinei és mások azonban azzal érvelnek, hogy neve török eredetű. Azonban Spinei maga válaszolt arra a felvetésre, hogy az egyén türk eredetű, a neve török etimológiája alapján, mondván, hogy a név etimológiája nem mindig tükrözi viselőjének etnikai hovatartozását. A modern magyar szavak 10%-a török eredetű. A 19. században inkább a török, mint az uráli származást javasolták a magyar számára, a magyarok által több évszázados együttélés után elnyelt hatások miatt. Maga a magyarok történelmi társadalmi struktúrája török eredetű. A "magyar" és "hun" szavak, sok magyar név, valamint állat- és növénynév és a magyar törzsnevek többsége is török eredetű. A magyarok azonban nem türk nép. A török elmélet szerint a név törökül azt jelentette, hogy "a megvásárolt".
Kálmán Béla nyelvész ezt írta: "Az Álmos név azonban nem török eredetű, hanem a finnugor eredetű magyar szó másodlagos képződménye, ami azt jelenti, amiről álmodnak."

## Eredete
Anonymus, a Gesta Hungarorum ismeretlen szerzője – aki 1200–1210 körül írta történeti művét – azt állítja, hogy Álmos Attila a hun nagykirály leszármazottja. Kézai Simon 13. századi krónikás azt írta, hogy Álmos "turul rokon". Írt a hun Attila zászlajáról is, amely „a magyarok turulnak nevezett madár képét” viseli - vagy vadászsólyomként azonosítva. Egy madárnak fontos szerepe van Álmos születéséről szóló legendában, amelyet mind a Gesta Hungarorum, mind a Képes krónika megőrzött. A legenda szerint Álmos édesanyja, aki már várandós volt vele, egy ragadozó madárról álmodott, "aki olyan volt, mint a sólyom", amely megtermékenyíti. Ennek a történetnek szoros analógiái vannak a nomád, sztyepp környezetben. Nevezetesen, A mongolok titkos története című könyvben arról számolnak be, hogy Dzsingisz kán anyósa álmot látott arról, hogy egy fehér sólyom ("a Napot és a Holdat tartja karmaiban" ―a Turul gyakran napként ábrázolt) lerepült az égből, és meggyújtja a kezét, így megjósolva egy gyermek születését és a királyi dinasztiát. Ez annak köszönhető, hogy a sólymok a termékenységhez kapcsolódtak. A sólymok sok legendát népesítenek be a dinasztiák és birodalmak megalapításáról; népszerűek a sztyepp nép hagyományában és szimbolikájában.
Kristó Gyula és Victor Spinei történészek azt állítják, hogy ez a történet kezdetben Álmos családjának totemikus ősétől való származását mesélte el.
A Gesta Hungarorum szerint Álmos Ügyek szkíta vezetőnek és Emesének gyermeke. Kristó azt állítja, hogy nevét, amely tartalmazza a régi magyar anyai szót, Anonymus találhatta ki. Másfelől Anonymus Álmos feleségét „bizonyos legnemesebb herceg lányaként” emlegette. Álmos apja neve bizonytalan, mert a magyar krónikák két változatban őrizték meg. Anonymus kijelenti, hogy Ügyek volt a neve, de a 14. századi Képes krónika szerint Előd-maga Ügyek fia-Álmos apja volt. Kristó szerint mindkét név lehet a krónikások kitalálása, hiszen Ügyek neve az ókori magyar "szent" szóból ered, Előd neve pedig egyszerűen egy ősre utal. Anonymus azt írja, hogy Ügyek 819-ben feleségül vette Emesét. Ha ez a dátum helyes, Álmos 820 körül születhetett.

## Élete
Születési dátumáról egyetlen információ Anonymus Gesta Hungarorumában olvasható, eszerint 819-ben született. Anonymus más évszámaihoz hasonlóan ez is megkérdőjelezhető, de közelítő adatként elfogadható.
Nem lépett Pannónia földjére, a honfoglalás előtt vagy legalábbis annak kezdetén meghalt. Nem tudni, hogy a születéséről és a haláláról szóló mondákat milyen mértékben befolyásolták az országban később elterjedt keresztény történetek, azaz Jézus fogantatása és Mózes halála.
Egyes feltételezések Álmos halálát a kazár fejedelemöléshez hasonló szokásra vezetik vissza, vagy a kiszabott uralkodási idő leteltével magyarázva. Mások szerint Álmost feláldozták, hogy ereje átszálljon fiába. A honfoglalás előtti arab források szerint Magyarországon szakrális kettős fejedelemség volt, akár a kazároknál, ahol a szakrális főkirály - kazár kagán és a magyar kende nem vett részt a napi ügyek intézésében, az ő léte őrködött népe sorsa felett, s mellette a hadvezér - a magyar dzsila, azaz gyula vitte a napi ügyeket, vezette a hadsereget. Egyes feltevések Álmosnak, mások Kurszán fejedelemnek tanúsítanak ilyen szerepet, amelyek természetesen kizárják egymást, hacsak nem Kurszán Álmos fia és Árpád bátyja nem volt, amit a későbbi Árpád-házi hagyomány eltitkolt, mert jogtalan utódlást mutatott volna, hiszen Kurszán utódai léteztek később is, mint a nemesi Kartal nemzetség. Ugyanakkor 948-ban Bulcsú harka vezetésével küldöttség járt Bíborbanszületett Konstantin udvarában, amelyik beszámolt a császárnak a magyarok fejedelmeiről, és ebben akkor szó sem volt szakrális fejedelemségről. Fejedelmet (arkhón), gyulát és harkát említ Bulcsú Konstantinnak, sőt Konstantin azt is írja, hogy „Ez előtt az Árpád előtt a türköknek más fejedelmük sohasem volt…” - tehát a források erre nézve nem egyértelműek.

## Halála
A pontusi-kaszpi sztyeppék legnyugatibb területén élő magyarokat a szomszédos hatalmak időnként felbérelték, hogy részt vegyenek a háborúikban. Így például  892-ben Arnulf keleti frank király szövetségeseiként megszállták Morvaországot . Az Első Bolgár Birodalom és a Bizánci Birodalom közötti konfliktusába való beavatkozásuk a bolgárok és besenyők közös ellentámadásához vezetett. A magyarok kénytelenek voltak elhagyni a pontusi sztyeppéket, és 895 körül új hazát keresve átkelni a Kárpátokon.
A Gesta Hungarorum szerint a magyarok Álmos vezetésével betörtek a Kárpát-medencébe, fiát, Árpádot még életében "vezérré és parancsolóvá" tette az Ungvárban összegyűlt főemberek között. Ezt követően az Anonymous nem említi Álmost. Egy ellentétes jelentésben az Képes krónika azt mondja, hogy Álmos nem léphetett be Pannóniába, mert Erdelwben ölték meg (Erdély).
Álmost Erdőelve országában megölték és be nem jöhetett Pannóniába.
Ekkoriban a magyarok népe - Álmos nevű első fejedelme idejében -  Szkítiából kivonulva megszerezte lakóhelyül Pannóniát.
Egyes feltételezések szerint Álmost szertartásos keretek között ölték meg, a besenyők ellen elszenvedett vereségek okán. Amennyiben ez igaz, az arra enged következtetni, hogy Álmos a törzsszövetség szakrális vezetője volt, feltételezetten ugyanannak a szakrális klánnak tagja, melybe Levedi és korábban Istemi is beletartozott. Mások elvetik ezt az elméletet és valószínűbbnek tartják, hogy Álmos politikai merénylet áldozata lett, amit Árpád tervelt ki ellene. Megint mások, arra alapozva, hogy Anonymus leírása szerint a magyarok elkerülték Erdély területét a Kárpát-medencébe való bevonuláskor, úgy gondolják, Álmos nem Erdélyben halt meg. 
Álmos nevét a dinasztia pozitív emlékezete mindenesetre megőrizte, a 11. század második felében I. Géza kisebbik fiát, Álmos herceget róla nevezték el. 

## Álmos a Hölbling-elmélet szerint
A Hölbling-elmélet szerint Álmosnak, a türk magyarok választott fejedelmeként, legjelentősebb tette az volt, hogy egy történelmileg meghatározó, besenyő-magyar közös politikai és katonai tervet bonyolított le sikeresen. Azzal a céllal, hogy a besenyők és a magyarok a Volga közelségét minél hamarabb elhagyják (a szintén türk utódnép oguz-karluk-kimek szövetség háborgatása miatt) és a kazárok dél-orosz határőrtartományait (a forrásokban Szkítiát) két aktusban elfoglalják.
A szóban forgó országot – melynek központja talán a Kijevtől délre található Lebed nevű tartomány lehetett – a kazárok vazallusa, a hungárus Ed, azaz a lebedi vajda (téves nevén: Levedi törzsfő) kormányozta hat vajdatársával együtt. Ezt az onogur-bolgár katonanépet (a kései avar griffes-indás nép leszármazottjait, a Csaba királyfi-legenda népét) nevezik a források szavorti aszfali népnek vagy fekete kunnak, a Hölbling-elmélet pedig hungároknak vagy hungárusoknak. Tehát a besenyő-magyar szövetség által célba vett területet a Kárpát-medencéből származó hungárusok kormányozták, akiket első aktusként a besenyők támadtak meg keletről, mely miatt egy részük a Kaukázusba menekült, és ott is maradt. Második aktusként maradék részüket az Álmos vezette magyarok támadták meg északról.
A magyar-besenyő terv szerint tehát Álmos a magyarokat Belaja-folyó vidékéről Kijev városáig vezette, mely során megsarcolta a szláv településeket, és hódoltatta a Kijev védelmére felvonuló hungárusokat is. A hungárusok arra kérték Álmost, hódítsa meg Hungáriát, melynek trónjára ők politikai jogokkal bírnak. A hungárusok Attila-vérvonalába feltehetően friggyel léptették be Árpádot, Álmos fiát, illetve trónörökösként megtették őt a hungárusok (az elöl harcoló katonai segédnép) vezérévé. Mivel P. magister már nem érti, ezért csúfolódásnak minősíti, hogy Árpádot hungárus fejedelemnek nevezték, ahogyan a történészeink számára is fejtörést okoz, hogy miért mondják a görög források, hogy Árpád előtt nem volt fejedelme ennek a népnek.
A Hölbling-elmélet másik érdekes eredménye, miszerint a trónöröklés a honfoglalás korában egyértelműen apáról fiúra szállt, és a fejedelmek rendszerint előre kijelölték és megeskették az előkelőket a közösen elfogadott trónörökösre, így a trónörökös általában még apja életében beiktatásra került. Továbbá Hölbling mereven elveti a kettős fejedelemség elméletét és részletesen bemutatja a magyarok állítólagos kettős fejedelemségére utaló források félreértéseit és legfőképp datálási problémáit, s ezzel együtt mindazon egyéb elméletet is, mely hatalmi viszályokkal emeli egyeduralkodóvá Álmost és Árpádot.

## Családja
Álmos feleségének nevét egyetlen forrás sem őrizte meg. Anonymus azt írja, hogy "egy bizonyos legnemesebb herceg lánya". Álmos egyetlen név szerint ismert gyermeke Árpád volt, aki halála után utódja lett.